# سان دامیانو ماکرا
سان دامیانو ماکرا (به ایتالیایی: San Damiano Macra) یک کومونه در ایتالیا است که در استان کونیو واقع شده‌است. سان دامیانو ماکرا ۵۴٫۲ کیلومتر مربع مساحت و ۴۵۱ نفر جمعیت دارد.